# Будинок архітектора Куликова (Новочеркаськ)
Будинок архітектора Василя Миколайовича Куликова (рос. Дом архитектора Василия Николаевича Куликова) — пам'ятник архітектури і об'єкт культурної спадщини, який розташований за адресою: вулиця Освіти, 139, місто Новочеркаськ Ростовської області (Росія).

## Опис
На початку XX століття в місті Новочеркаську був побудований будинок, власником якого став архітектор Будинок архітектора Василь Миколайович Куликов. У той час адресою будинку значився Миколаївський проспект. Основним матеріалом при будівництві будинку був цегла. Основною рисою архітектурного вигляду будівлі стали великі вікна, які обрамляють пілястри. Вони завершуються складним карнизом з волютами. Низ лиштв закінчується орнаментальної кахельної смугою. Кахлі, які мають оливково-зелений колір, спостерігаються у карнизному завершенні стін. У них іде чергування з масивними дентикулами прямокутної форми. Смуга рослинного орнаменту оточує балкон мезоніну. Кам'яна огорожа із ґратами виконана в єдиному стилі з дизайном будинку. Ця частина архітектурних елементів поступово руйнується. У 1906 році Василь Миколайович Куликов отримав дозвіл Академії мистецтв і організував у власному будинку рисовальный клас. Поступово це місце стало одним з культурних центрів міста. З 1992 року будинок знаходиться в списках пам'яток архітектури та об'єктів культурної спадщини.

## Галерея

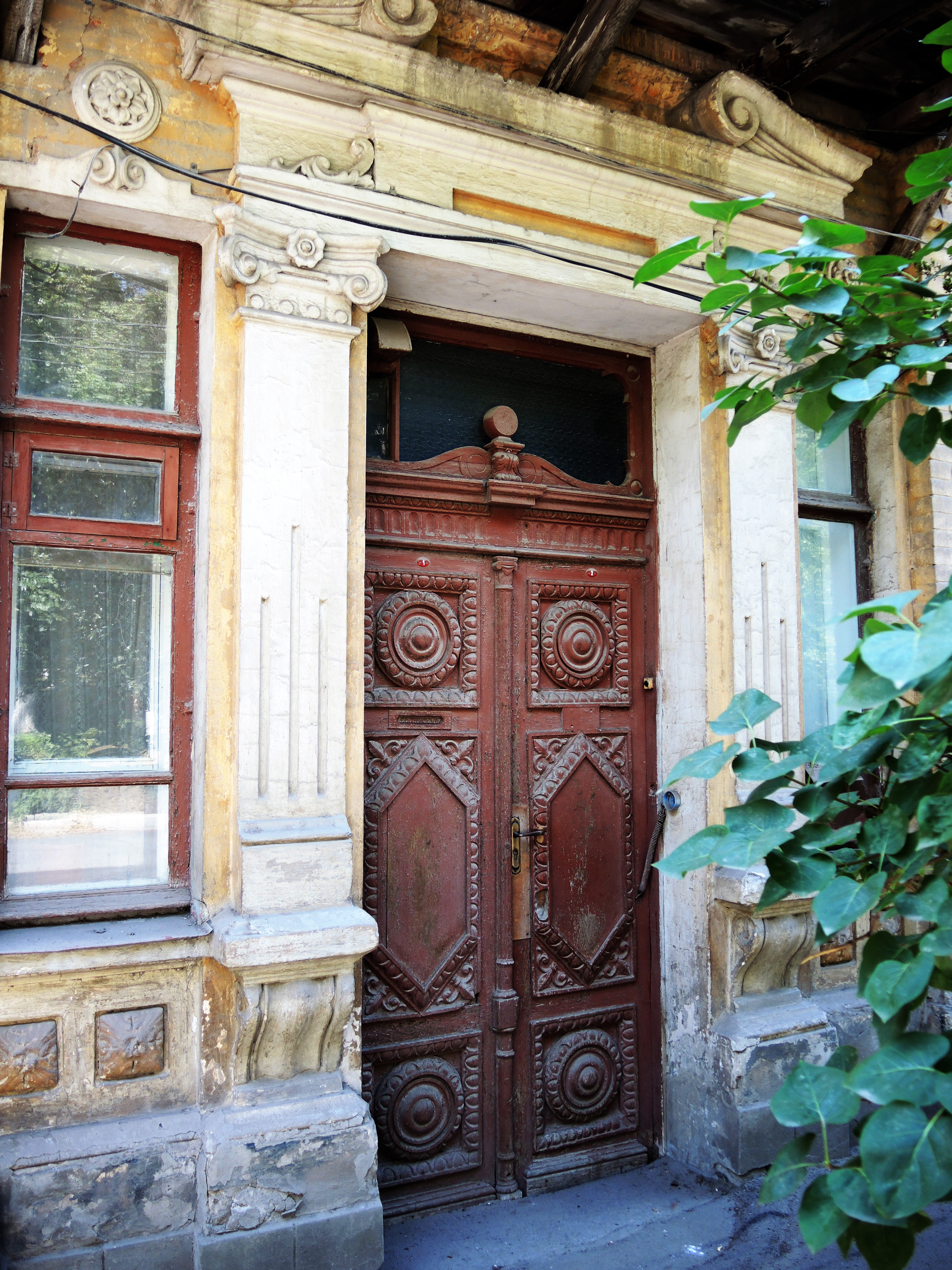
Двері в будинок архітектора Куликова
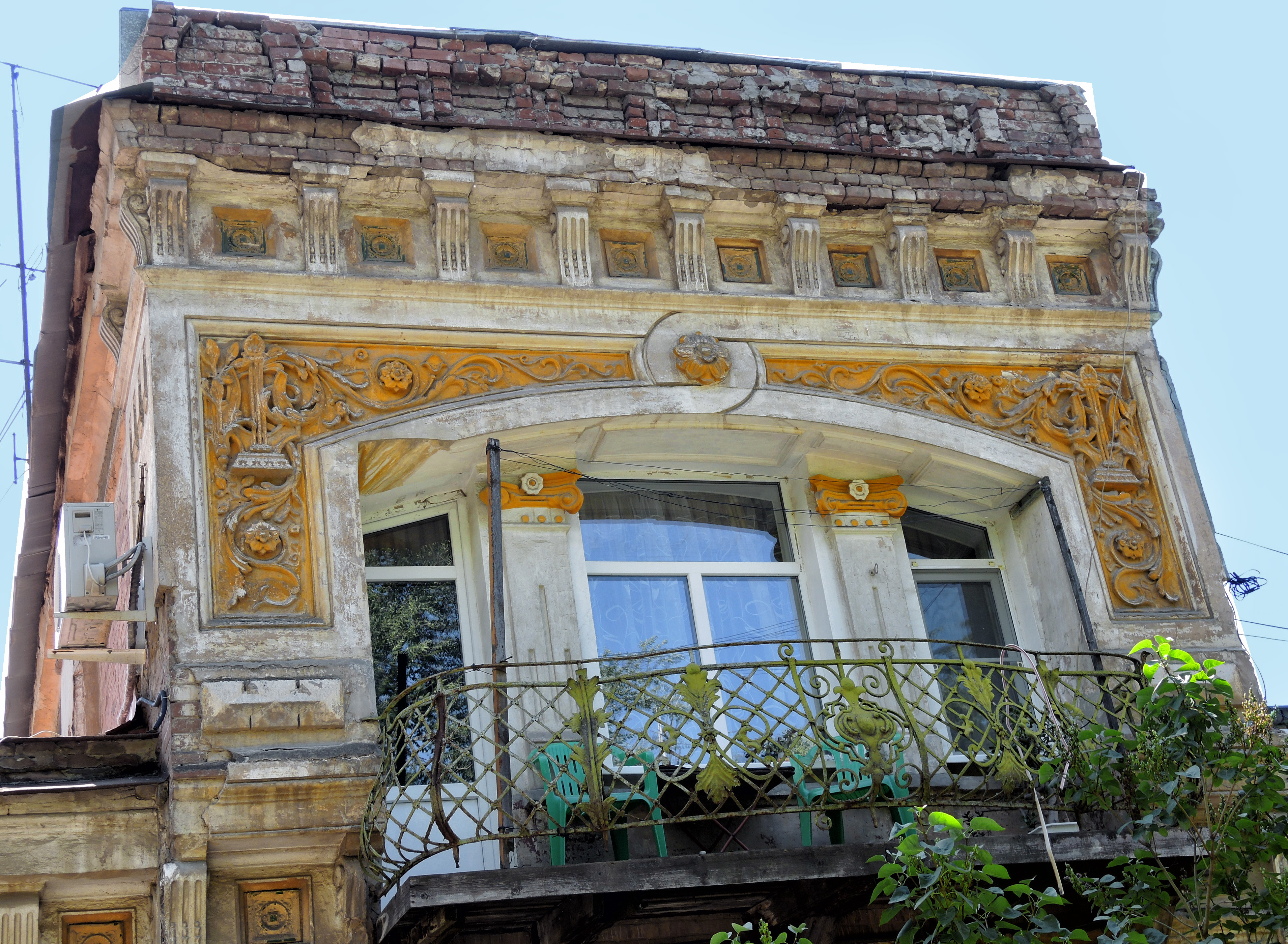
Мансарда
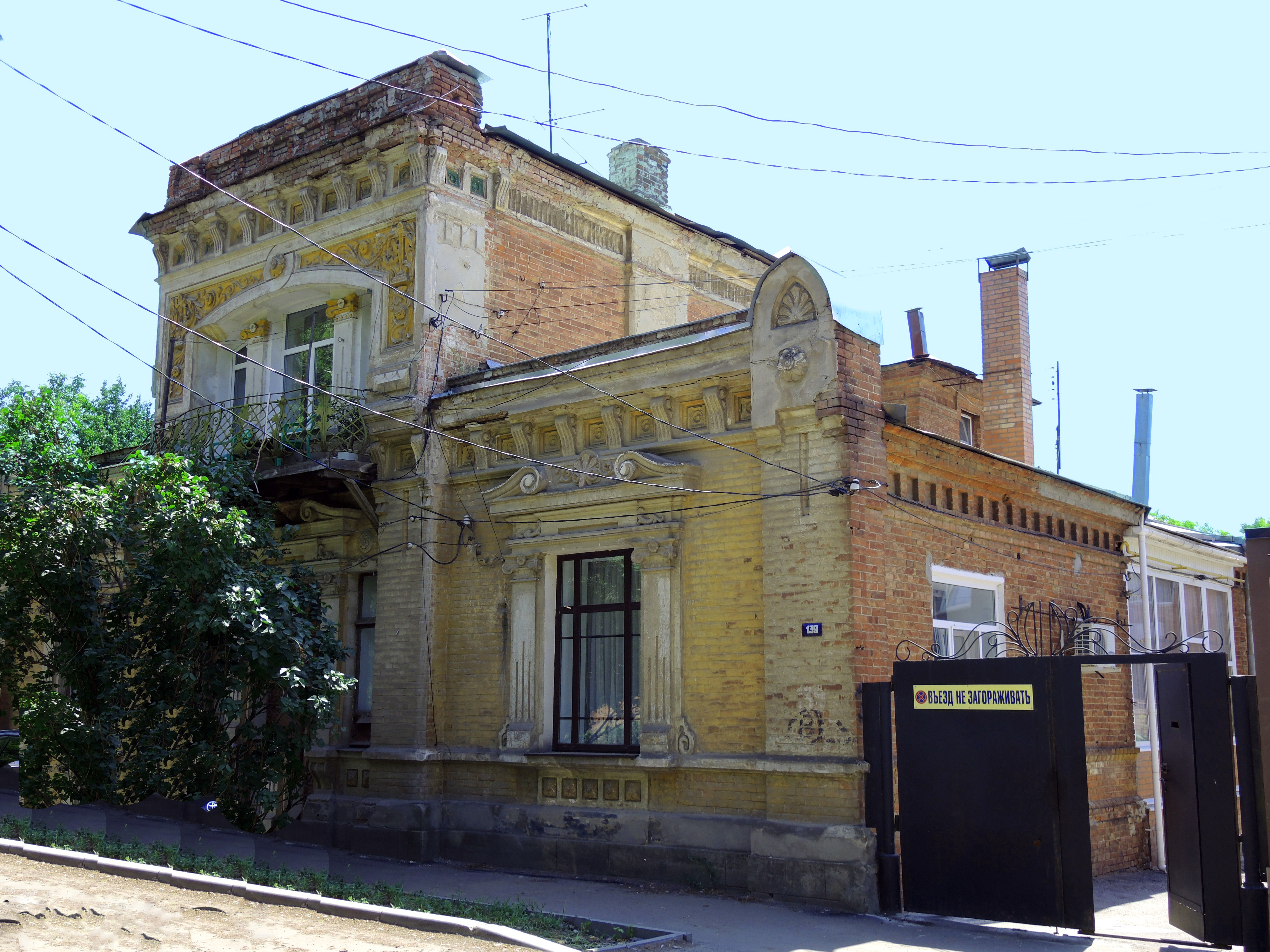
Будинок — пам'ятка архітектури Новочеркаська